# Gir argumental
Un gir argumental o gir de guió és una tècnica literària que introdueix un canvi radical en la direcció o resultat esperat de la trama d'una ficció. Quan passa prop del final d'una història, és sabut com a gir o final sorpresa. Pot canviar la percepció de l'audiència dels esdevenimentsja que pot aparèixer un element que canviï el context i la forma de veure la història. Un gir cinematogràfic pot ser foreshadowed, per preparar l'audiència per acceptar-lo. Hi ha una varietat de mètodes utilitzats per executar un gir, com omitir informació o confondre a l'audiència amb informació ambigua o falsa.
La percepció canvia quan l'audiència coneix el gir abans de llegir-ho o veure-ho, i aquest fet s'anomena "spoiler". La sorpresa s'arruina fàcilment, encara que no se sàpiga el spoiler, si les persones tenen el coneixement de que durant la història hi haurà un gir, ho poden deduir i acabar no sent sorpreses. Igualment almenys un estudi ha dit que saber que hi haurà un gir no sempre li treu la diversió a l'obra.

## Tipus de girs
Els analistes literaris han identificat i classificat dues categories comunes de girs de trama basades en com són executades: l'anagnòrisi i el salt enrere.

### Anagnòrisi
L'anagnòrisi, o descobriment, és el coneixement sobtat i imprevist per part del protagonista de la pròpia identitat o naturalesa real o d'un altre personatge. La primera vegada que es va usar aquest mètode va ser amb Arabian Nights "The Three Apples". Un pescador descobreix un cofre tancat que resulta contenir un cadàver dins seu. Busca l'assassí però tot es complica quan apareixen dos homes que per separat confirmen que són l'assassí. Una complexa cadena d'esdeveniments revela finalment que l'assassí és el propi esclau de l'investigador. Un altre exemple clar és ocorre a Oedipus Rex, on Èdip mata al seu pare i es casa amb una dona que fins al final de la història no sabrà que és la seva pròpia mare. Un altre exemple molt famós és que a la pel·lícula de 1980 Star Wars episodi V: L'Imperi contraataca, una seqüela de La guerra de les galàxies de 1977, el clímax de la història és la revelació que el villà Darth Vader és el pare del protagonista Luke Skywalker.

### Flashback
El salt enrere, flashback o analepsi és una reversió inesperada cap a un temps i esdeveniment passat on es coneix un aspecte de la trama que canvia un fet important i la percepció de situacions o personatges, o resol un misteri o un fe que no s'entenia sense un context previ. Se sol combinar amb l'anagnòrisi. La pel·lícula d'Alfred Hitchcock Marnie va utilitzar aquest tipus de final sorpresa. i també el van utilitzar amb Charles Bronson a Once Upon a Time in the West, i Frederick Forsyth a Odessa.

### Cliffhanger
Un cliffhanger o final cliffhanger, és un dispositiu argumental de ficció que presenta un personatge principal en un dilema precari o difícil o que està enfrontat a una revelació impactant al final d'un episodi de ficció serialitzada. S'espera que un cliffhanger incentivi el públic a tornar per veure com els personatges resolen el dilema.

### Unreliable narrator
Un unreliable narrator o narrador poc fiable torça el final revelant, gairebé sempre al final de la narració, que ell mateix ha manipulat o fabricat la història anterior, obligant així el lector a qüestionar les seves suposicions prèvies sobre el text. S'utilitza sovint a la ficció negra i les pel·lícules, sobretot a la pel·lícula Els sospitosos habituals. Agatha Christie va utilitzar un narrador poc fiable a L'assassinat de Roger Ackroyd, fet que va crear controvèrsia amb si és bo o dolent enganyar tan al lector. Un altre exemple de narració poc fiable és un personatge que s'ha revelat que és boig i, per tant, fa que el públic qüestioni la narració anterior; alguns exemples són vigents a la pel·lícula Brasil de Terry Gilliam, Fight Club de Chuck Palahniuk (i l'adaptació cinematogràfica de David Fincher), la novel·la de Gene Wolfe Book of the New Sun, el segon episodi d'Alfred Hitchcock Presents, Premonition, la pel·lícula de terror muda alemanya de 1920 El Gabinet del Dr. Caligari, An Instance of the Fingerpost d'Iain Pears, Shutter Island i Life's Lottery de Kim Newman.

### Peripeteia
La peripeteia és una inversió sobtada de la fortuna del protagonista, ja sigui per bé o malament. A diferència del mètode deus ex machina, la peripeteia ha de ser lògica dins el marc de la història. Un exemple de reversió per a la malaltia seria l'assassinat sobtat d'Agamèmnon a mans de la seva dona Clitemnestra a L'Oresteia d'Èsquil o la situació ineludible en què es troba el personatge de Kate Hudson al final de The Skeleton Key. Aquest tipus de final va ser un final de gir comú utilitzat per The Twilight Zone, sobretot a l'episodi "Time Enough at Last", on el personatge de Burgess Meredith es veu robat de tota la seva esperança per un simple però devastador accident amb les seves ulleres. Una inversió positiva de la fortuna seria l'intent de suïcidi de Nicholas Van Orton després de creure erròniament que havia matat el seu germà accidentalment a la pel·lícula The Game.

### Deus ex machina
Deus ex machina és un terme llatí que significa "déu de la màquina". És un personatge, dispositiu o esdeveniment inesperat, artificial o improbable introduït de sobte en una obra de ficció per resoldre una situació o desenredar una trama. En el teatre grec antic, el "deus ex machina" ('ἀπὸ μηχανῆς θεός') era el personatge d'un déu grec portat literalment a l'escenari a través d'una grua (μηχανῆς - mecànics), després del qual un problema aparentment insoluble es portava a un nivell satisfactori de resolució per voluntat de Déu. El terme s'utilitza ara de manera pejorativa per a qualsevol invenció improbable o inesperada mitjançant la qual un autor resol les complicacions de la trama en una obra de teatre o novel·la, i que no ha estat preparada de manera convincent en l'acció anterior; el descobriment d'un testament perdut va ser un recurs preferit dels novel·listes victorians.

### Red herring
Una pista vermella o red herring és una pista falsa destinada a conduir els investigadors cap a una solució incorrecta. Aquest mètode sol aparèixer a les novel·les de detectius i a la ficció de misteri. És un tipus de mala direcció, un dispositiu destinat a distreure el protagonista i, per extensió, el lector, lluny de la resposta correcta o del lloc de les pistes o l'acció pertinents. La pel·lícula de misteri d'assassinat de l'Índia Gupt: The Hidden Truth, va incloure molts actors veterans que normalment havien interpretat papers dolents en pel·lícules índies anteriors com a pista vermella en aquesta pel·lícula per enganyar el públic perquè se sospités d'ells. A la novel·la més venuda The Da Vinci Code, les malifetes d'un personatge clau anomenat "Bishop Aringarosa" allunyen l'atenció del veritable dolent mestre ("Aringarosa" es tradueix literalment com "arengada rosa"). A la novel·la de Primal Fear de William Diehl (també adaptada a una pel·lícula), un acusat anomenat Aaron Stampler és acusat d'assassinar brutalment l'arquebisbe de Chicago. Es revela que té un trastorn d'identitat dissociatiu i no és executat per insinuació de bogeria. Cap al final, l'advocat d'Aaron descobreix que va fingir la seva bogeria per evitar la pena de mort. El clàssic And Then There Were None d'Agatha Christie és un altre exemple famós i inclou el terme també en una estratagema d'assassinat on les víctimes previstes endevinen que una d'elles serà assassinada per un acte de traïció. La segona línia de temps completa de la sisena temporada de la sèrie de televisió Lost és una pista vermella. Una pista vermella també es pot utilitzar com a forma de prefiguració falsa o foreshadowing.

### Fals protagonista
Un fals protagonista és un personatge presentat al principi de la història com a personatge principal, però després eliminat, normalment assassinat per emfatitzar que no tornara. Un exemple és la pel·lícula Executive Decision, en què el líder de l'equip de forces especials, interpretat per l'estrella d'acció de gran factura Steven Seagal, és assassinat poc després que comenci la missió. Un altre exemple és la Marion Crane de Psycho (interpretada per Janet Leigh), que és brutalment assassinada al principi de la pel·lícula. El personatge de Casey Becker (interpretat per l'aleshores actriu de la llista Drew Barrymore) a Scream mor en els primers quinze minuts. Un exemple en la literatura és Ned Stark a Game of Thrones, que és assassinat abans del final del primer llibre de la sèrie, tot i rebre el focus més gran del conjunt de personatges.

### Narrativa no lineal
Una narració no lineal revela la trama i el personatge en ordre no cronològic. Aquesta tècnica requereix que el lector intenti reunir la línia del temps per entendre completament la història. Es pot produir un gir final com a resultat de la informació que es manté fins al clímax i que situa els personatges o els esdeveniments en una perspectiva diferent. Alguns dels usos més antics coneguts de la narració d'històries no lineals es donen a The Odyssey, una obra que s'explica en gran part en flashback a través del narrador Odisseu. The Aeneid, un altre poema èpic, utilitza un enfocament semblant; comença amb el protagonista principal, Enees, explicant històries sobre el final de la guerra de Troia i la primera meitat del seu viatge a Dido, reina de Cartago.

### Cronologia inversa
La cronologia inversa funciona revelant la trama en ordre invers, és a dir, des de l'esdeveniment final fins a l'esdeveniment inicial. A diferència de les històries cronològiques, que progressen a través de les causes abans d'arribar a un efecte final, les històries cronològiques inverses revelen l'efecte final abans de traçar les causes que el condueixen; per tant, la causa inicial representa un "final de gir". Alguns exemples que utilitzen aquesta tècnica inclouen les pel·lícules Irréversible, Memento, Happy End o 5x2.